# Gabriel Vargas
Gabriel Alejandro Vargas Venegas (Concepción, 8 dicembre 1983) è un calciatore cileno, attaccante del Curicó Unido.

## Caratteristiche tecniche
È un esterno sinistro.